# Emir de emires
Emir de emires ou amir de amires (em árabe: أمير الأمراء‎; romaniz.: amīr al-umarāʾ), também conhecido como emir chefe, amir chefe ou comandante de comandantes, foi um título militar sênior no Califado Abássida do século X, cujos titulares na década após 936 vieram a superar a burocracia civil sob o vizir e tornaram-se regentes efetivos, relegando aos califas um papel puramente cerimonial. O ofício então formou a base para um controle buída sobre os califas abássidas e Iraque após 946. O título continuou em uso nos Estados muçulmanos no Oriente Médio nos séculos seguintes, mas foi restrito principalmente para líderes militares seniores. Ele também foi utilizado na Sicília normanda por alguns ministros chefe do rei.

## Califado Abássida

### Antecedentes

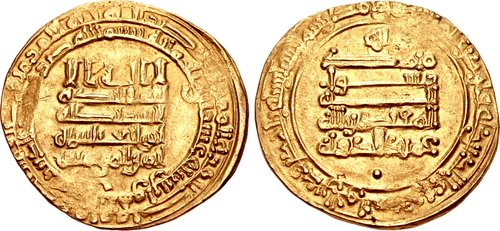
Dinar de ouro de Almoctadir r.

A primeira pessoa a ser intitulada emir de emires foi o comandante Harune ibne Garibe, um primo do califa Almoctadir (r. 908–932), em 928. Ele foi seguido logo depois por seu rival, o eunuco Munis Almuzafar, que serviu como comandante-em-chefe do exército califal e o poder atrás do trono por grande parte do reinado de Almoctadir. De 928, Munis esteve envolvido em uma tumultuosa luta pelo poder com seus rivais na burocracia civil da corte, que terminou com a deposição e execução de Almoctadir em 932, e sua substituição por seu irmão Alcair (r. 932–934). Munis e o exército eram agora dominantes nos assuntos da corte abássida, começando um período de problemas "dominado pelas lutas do homens do exército para controlar o califado e, talvez mais importantemente, as receitas do Sauade que permitiam-nos satisfazer as demandas de seus apoiantes" (Kennedy).
Munis foi executado por Alcair em 933, seguido em 934 por outro golpe palaciano que depôs Alcair e substituiu-o por Arradi (r. 934–940). Os frequentes golpes e luta violenta para controlar o califado debilitaram grandemente o governo central de Bagdá. O controle efetivo sobre o Magrebe e Coração foi perdido, com governantes autônomos emergindo nas províncias mais próximas ao Iraque: Egito e Síria foram governadas pelos iquíxidas, os hamadânidas asseguraram controle sobre a Jazira (Mesopotâmia Superior), e grande parte do Irã foi governado pelos senhores dailamitas, entre os quais os buídas foram proeminentes. Mesmo no Iraque, a autoridade do governo califal estava ameaçada. Assim, no sul, em torno de Baçorá, Abu Abedalá Albaride estabeleceu seu próprio domínio, frequentemente recusando a enviar as receitas da tributação para Bagdá e estabeleceu contatos com os buídas de Pérsis. O historiador ibne Alatir afirma que após a morte de Munis, o posto de emir de emires pendeu para Tarife, que também era chefe do tesouro.

### Elevação para regente
Finalmente, o fracasso do vizir ibne Mucla para controlar os governadores provinciais, bem como confrontar a desastrosa situação financeira do califado, levou à nomeação, em novembro de 936, do governador de Uacite, Maomé ibne Raique, para a posição de emir de emires. A autoridade garantida a ibne Raique e seus sucessores foi completa. Segundo o estudioso contemporâneo ibn Miskawayh, ele foi nomeado como governador de Bagdá e comandante-em-chefe do exército, foi confiado com a recolha do tributo fundiário caraje e a supervisão de todas as propriedades públicas, bem como a manutenção da segurança. Também foi-lhe garantida um estandarte e roupões de ofício, bem como privilégios de ser abordada por seu cúnia e seu nome adicionado às orações da sexta-feira do califa. Em efeito, escreve ibn Miskawayh, o califa "resignou para ele o governo do reino". Dai em diante, o poder efetivo nas administrações militar e civil passou do califa para o emir de emires e seu secretário, que tocou a administração civil. Ibne Raique certificou-se de privar o califa de sua última base de apoio ao debandar a antiga guarda pessoal califal, substituindo-os como núcleo do exército califal com seus próprios turcos e dailamitas.

### Luta pelo poder, 936–946

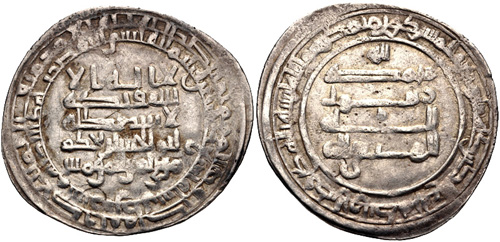
Dirrã de prata de 329 A.H. (940/941), com os nomes do califa Almutaqui r. e Bajecã

Apesar de sua extraordinária autoridade, contudo, ibne Raique falhou em estabilizar a situação e uma luta de poder complicada que durou uma década entre os vários líderes regionais seguiu para o escritório do emir de emires. Em 9 de setembro de 938, ibne Raique foi deposto por seu antigo subordinado, o turco Bajecã, que assegurou sua própria sucessão para o posto quatro dias depois, e governou até sua morte por bandidos curdos em 21 de abril de 941. O califa Almutaqui (r. 940–944), elevado ao trono por Bajecã após a morte de Arradi,  tentou restaurar o governo civil, nomeando ibne Maimune e então Abu Abedalá Albaride como vizires, mas o exército retomou o controle sob a liderança de Curanquije, que tornou-se emir de emires em 1 de julho.
Ele foi deposto em 16 de setembro por ibne Raique, que dentro de poucos dias reassumiu sua antiga posição. A restauração de ibne Raique, contudo, provocou a reação de Albaride, cujas forças ocuparam Bagdá, forçando ibne Raique e Almutaqui a fugiram para o governante hamadânida Haçane em Moçul. O último ajudou o califa a recuperar Bagdá, assegurou o assassinato de ibne Raique em 13 de fevereiro de 942, e assumiu a posição de emir de emires em 18 de fevereiro, com o lacabe de Nácer Adaulá. Os hamadânidas também foram incapazes de consolidar seu controle em vista das dificuldades financeiras, e uma revolta militar sob o general turco Tuzum forçou Nácer Adaulá a abandonar seu posto (11 de maio de 943) e retirar-se para sua base em Moçul. Tuzum tornou-se o novo emir de emires em 1 de junho.

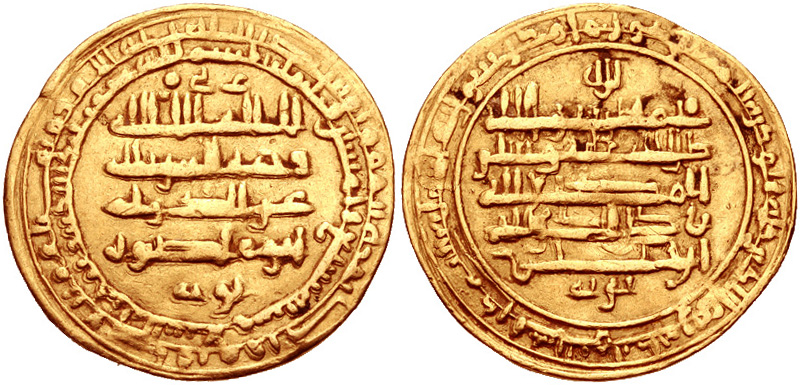
Dinar de ouro de Ruquém Adaulá r.

Dinar de ouro de Adude Adaulá r.

Almutaqui tentou readquirir sua independência ao permanecer em Raca em vez de Bagdá e ao contar com os iquíxidas, que encorajaram-no a procurar refúgio no Egito. No fim, Almutaqui recusou-se e retornou para Bagdá, onde Tuzum depôs-o e cegou-o, elevando Almostacfi (r. 944–946) para o trono. O mandato de Tuzum durou até sua morte em agosto/setembro de 945, mas foi obscurecido pela ascensão dos buídas. Em 944, Amade ibne Buia tentou tomar Bagdá, mas foi repelido. Após a morte de Tuzum, seu secretário e sucessor, Maomé ibne Xirzabe, manteve apenas uma autoridade débil e tentou afastar a ameaça buída ao aliar-se com Nácer Adaulá. Seus esforços foram em vão, e em 17 de janeiro de 946, os buídas sob Amade entraram em Bagdá. Isso começou a era buída em Bagdá e Iraque, que durou até a conquista seljúcida em meados do século XI.

### Sob os buídas
A posse do título de emir dos emires formou a estrutural institucional da autoridade buída em Bagdá em vis-a-vis o califa, que tornou-se simplesmente um funcionário do Estado como outro qualquer e que recebia um salário anual. Embora Amade ibne Buia tivesse tomado Bagdá, os fortes laços familiares dos irmãos buídas determinou suas respectivas posições uns com os outros, e o posto de emir de emires permaneceu com o irmão mais velho e governante de Pérsis, Ali, conhecido por seu lacabe Imade Adaulá (r. 934–949). Após sua morte em 949, foi sucedido pelo irmão mais velho sobrevivente, Ruquene Adaulá (r. 935–976), governante de Rey, até sua morte em 976. Parece, contudo, que Amade (Almuiz Adaulá), que continuou a governar sobre o Iraque, também reteve o título para si, e deu-o para seu filho Ize Adaulá (r. 967–978) quando declarou-o seu herdeiro em 955. Em resposta, o filho e herdeiro de Ruquene Adaulá, Adude Adaulá (r. 976–983), começou a assumir os títulos de suserania no estilo persa, como xainxá (shahanshah), maleque (malik) ou maleque de maleques (malik al-muluk), para sublinhar sua proeminência. Assim, sob os últimos governantes buídas, os títulos persas foram mais proeminentes, e emir de emires veio a denotar o herdeiro aparente designado. Em geral, o uso buída do título parece ter sido inconsistente, e foi empregado mais como um título honorífico em vez de um ofício.

## Outros Estados muçulmanos

### Irã e Coração

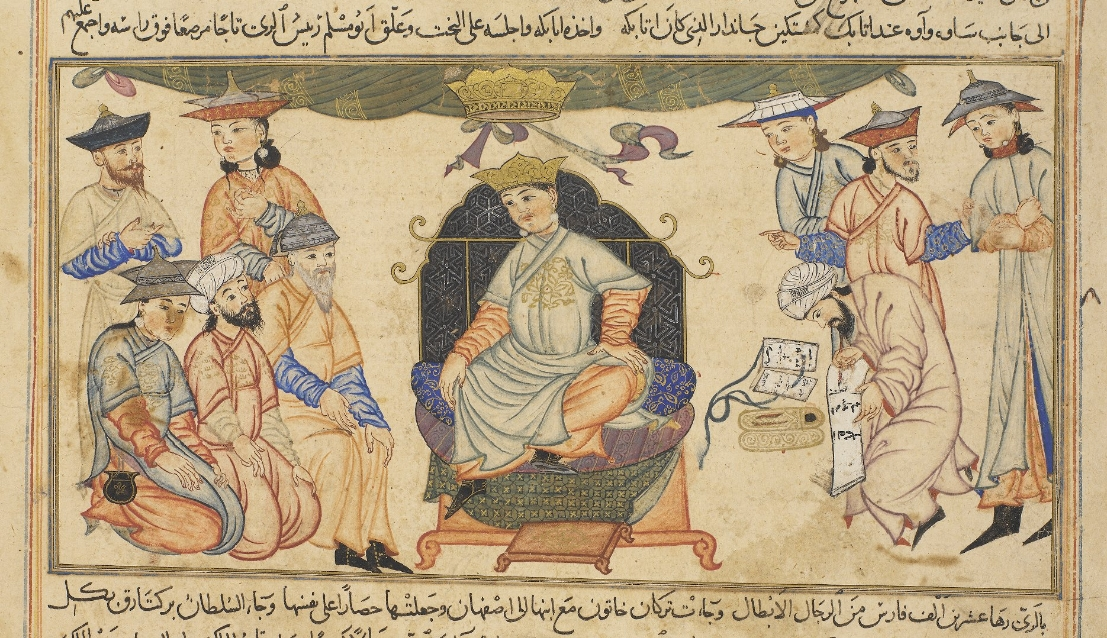
Barquiaruque r.

Mais a oeste, nem o Império Samânida nem o Império Gasnévida parecem ter empregado-o frequentemente, exceto para o caso de Abu Ali Sinjuri, um comandante militar rebelde que tomou controle do Coração em 991 e proclamou-se emir de emires. Dinastias muçulmanas posteriores, iranianas ou turcas, utilizaram-no principalmente num contexto militar, embora nem sempre associado com o comandante-em-chefe do exército. Assim, os turcos seljúcidas, que invadiram os antigos territórios do califado no final do século XI, usaram-no como um entre muitas designações para comandantes militares seniores (ispassalar; amiriçalar; almocadém alascar, etc.). Apenas dois casos são conhecidos, onde o título foi mantido por príncipes da dinastia como marca de distinção: Otomão, filho de Chagri Begue, que em 1073 foi nomeado governador do norte do Afeganistão, e Maomé, neto de Chagri Begue, que em 1097 rebelou-se no Coração contra seu sobrinho, o sultão Barquiaruque (r. 1094–1105).
No Império Safávida, o título foi inicialmente de considerável importância, pois foi mantido pelo comandante-em-chefe das forças Quizilbache que formavam o esteio do regime safávida. No tempo quando Huceine Begue Xanlu ocupou o ofício em 1501-1510, ele foi o mais poderoso oficial do Estado, mas após sua queda o título caiu em importância e perdeu muito poder, particularmente aos Quizilbache, os comandantes da cavalaria tribal turcomana. O emir de emires gozou duma revitalização no período da tutela dos Quizilbache sobre o xá Tamaspe I em 1524-1533, mas depois desaparece quase completamente. Apenas reapareceu ocasionalmente no final do período safávida, quando designou um comandante militar excepcionalmente nomeado para uma região fronteiriça ameaça de invasão estrangeria.

### Mamelucos e otomanos

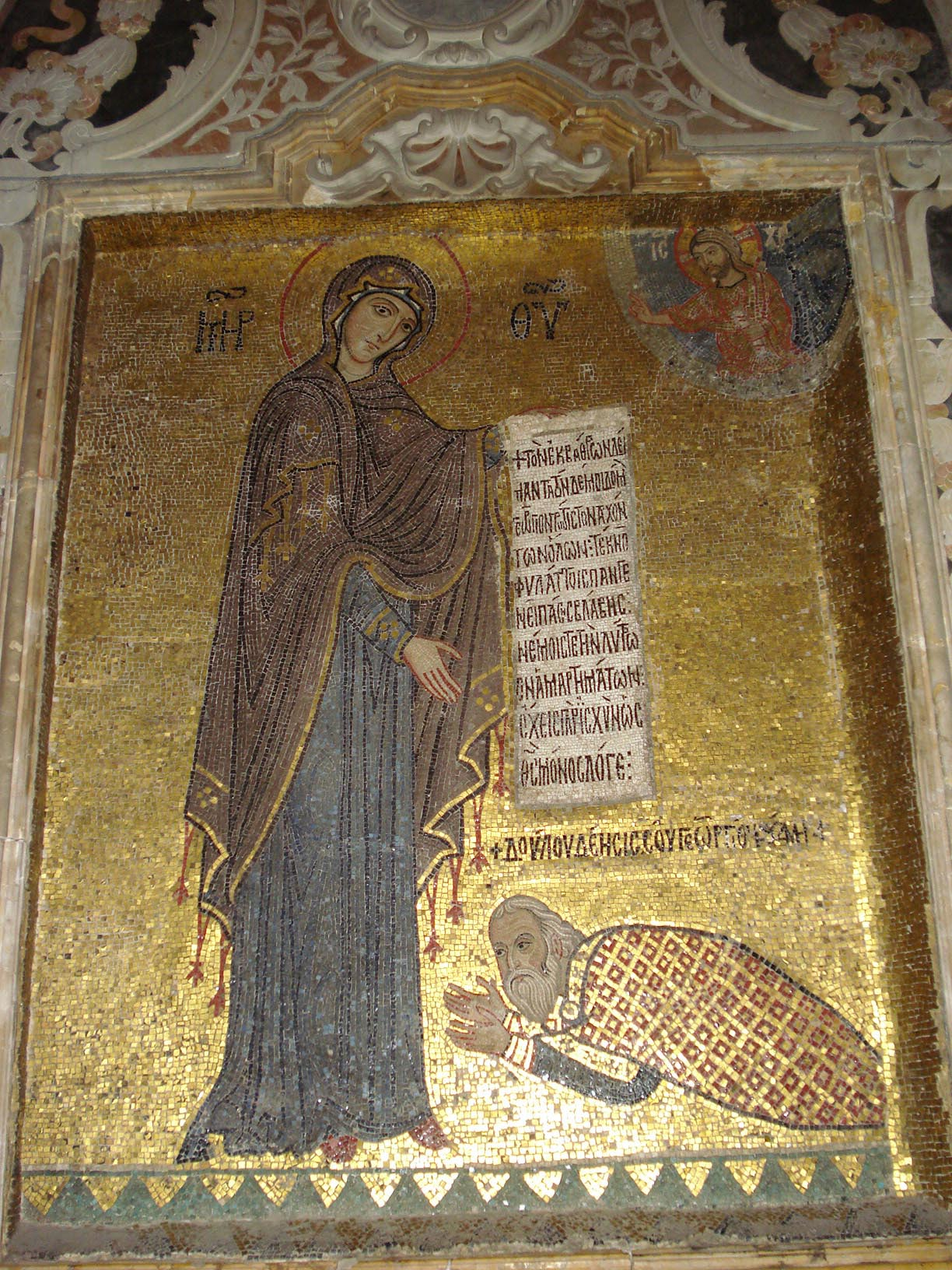
Mosaico mostrando Jorge de Antioquia prostrado em agradecimento perante a Virgem Maria. Mosaico na Igreja de Santa Maria dell'Ammiraglio, em Palermo

O título também foi utilizado, embora raramente, pelos mamelucos do Egito, aparentemente associado com o comandante do exército (atabegue alaçaquir - atabak al-'asakir), mas também parece ter sido dado para outros emires. No Império Otomano, foi utilizado, junto com o equivalente persa mir de mires (mir-i miran), como uma tradução de bei de beis (beylerbey).

## Sicília normanda
Como resultado do longo período do domínio árabe da Sicília, os normandos do Reino da Sicília continuaram a usar muitos termos árabes em sua administração, entre eles "emir" (em latim: am[m]iratus; em grego: ἀμηρᾶς, as outras duas línguas em uso oficial), cujos titulares combinaram autoridade militar e civil. Entre os mais proeminentes titulares estavam um cristão grego conhecido como Jorge de Antioquia, que como o mais poderoso oficial de Rogério II (r. 1130–1154), cumpriu os deveres de ministro chefe de Rogério e recebeu os títulos de "grande emir" (magnus amiratus, μέγας ἀμηρᾶς) e "emir de emires" (amiratus amiratorum, ἀμηρᾶς τῶν ἀμηράδων). O título colapsou após sua morte ca. 1152, até ser concedido em 1154 por Guilherme I (r. 1154–1166) para Maio de Bari, que manteve-o até seu assassinato em 1160. É destes indivíduos que a forma corrompida "almirante" começou a ser utilizada no Mediterrâneo Ocidental para comandantes navais no século XIII.